# Sint-Niklaaskerk (Gooik)
De Sint-Niklaaskerk, gelegen in de Dorpsstraat - centrum van de Vlaams-Brabantse gemeente Gooik - is een rooms-katholiek kerkgebouw en een beschermd monument van de Vlaamse Overheid.

## Historiek

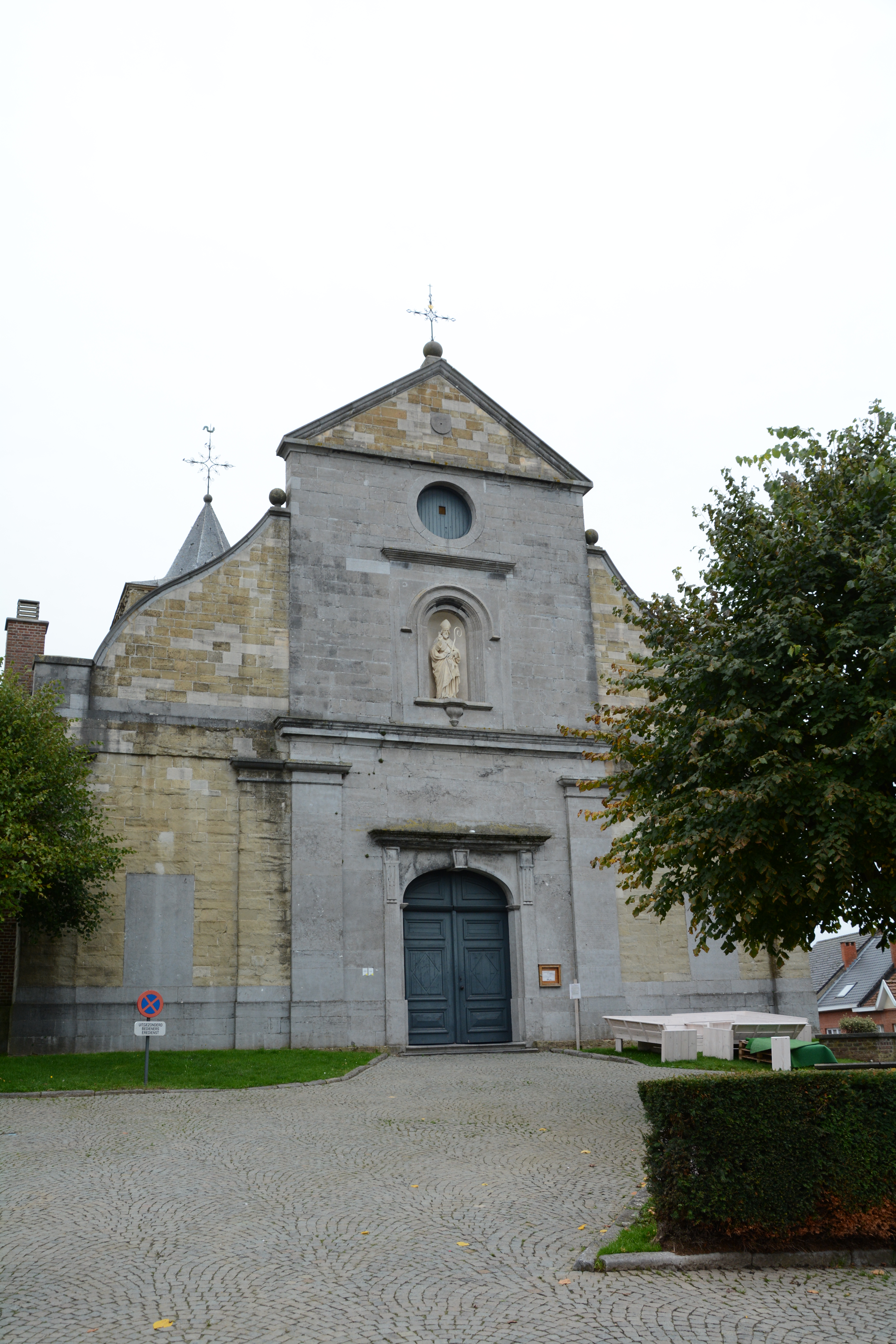
Sint-Niklaaskerk in Gooik

De kerk vindt zijn oorspronkelijke fundering terug in de 11e -12e eeuw en functioneerde op dat moment als bedehuis. De Sint-Niklaaskerk is daardoor ongetwijfeld het oudste gebouw van Gooik dat vandaag nog in functie is: elke zaterdagavond gaan er nog steeds eucharistievieringen door. 
De kerk bevat een opvallend orgel, vervaardigd door de bekende orgelmakersfamilie "Loret".

## Architecturale geschiedenis
Het gebouw onderscheidt vijf bouwfasen:
1. Vooreerst een stenen kerk of kapel zo breed als het huidige gebouw.
2. In de 12e eeuw werd een toren op de kerk of kapel toegevoegd evenals een eenbeukige kerk met een halfrond koor.
3. In de 3e bouwfase, ten tijde van de 16e eeuw wordt er een zijkoor aan de noordelijke zijde van de toren bijgebouwd en worden noordelijke en zuidelijke zijbeuken opgetrokken. Hierdoor krijgt het gebouw een eerder Gotische uitstraling.
4. In de 4e bouwfase gaat men hier nog verder in: er wordt een nieuw gebinte voorzien, het koor wordt herbouwd en de zuidelijke sacristie wordt toegevoegd, allen in Gotische stijl.
5. In de 5e en laatste bouwfase wordt het huidige, driebeukige schip gebouwd, de middenbeuk wordt hoger en smaller, de doopkapel wordt in de 17e eeuw verhoogd, de kerk zelf wordt verlengd met 2 traveeën, midden 18e eeuw werd het schip in classicistische stijl heropgericht en in de eerste helft van de 19e eeuw wordt er gekozen om een barokgevel te plaatsen.
In 1821 werd het schip met twee traveeën verlengd en afgesloten met een gevel,
In 2022 werden herstellingswerken uitgevoerd aan het dak van de kerk, die vooruitliepen op een grotere restauratie, noodzakelijk vanwege de stabiliteitsproblemen waarmee de kerk te maken kreeg.

## Beschermd monument
Uit het archief van de cel Vlaams-Brabant van Afdeling Monumenten en Landschappen wordt duidelijk dat de Sint-Niklaaskerk in verschillende stappen werd beschermd. Allereerst werden het koor, de toren en de noordelijke kapel “in klasse 3” gerangschikt, begin 20e eeuw.
In 1976 werd de Sint-Niklaaskerk in zijn geheel als monument beschermd.
Het op dat moment aangrenzend kerkhof werd tevens beschermd als omliggend landschap. Het oude kerkhof is de dag van vandaag verdwenen en maakte plaats voor groenbeplanting.